# Shadowhunters
Shadowhunters es una serie de televisión de fantasía, acción y drama sobrenatural basada en la serie literaria juvenil Cazadores de sombras, escrita por la autora estadounidense Cassandra Clare. La cadena ABC confirmó que estrenaría por Freeform el 12 de enero de 2016, con McG y Ed Decter como principales productores ejecutivos, además de director y guionista, respectivamente. La serie es protagonizada por Katherine McNamara, Dominic Sherwood, Alberto Rosende, Emeraude Toubia, Matthew Daddario, Harry Shum, Jr. e Isaiah Mustafa. La trama gira en torno a Clary Fray, una adolescente que el día de su cumpleaños descubre que no es lo quien ella realmente cree, y que vive en un mundo lleno de criaturas míticas, incluidas los cazadores de sombras, seres mitad ángeles y mitad humanos que protegen al mundo cazando demonios. A lo largo del desarrollo, tendrá que lidiar con los repentinos cambios en su vida, que incluyen el secuestro de su madre por parte de Valentine Morgenstern, un cazador de sombras corrompido que busca crear una nueva élite de cazadores de sombras, a quien ella tendrá que detener.
La primera temporada de la serie recibió críticas dispares, acumulando una aprobación del 46% en Rotten Tomatoes y de 45 puntos en Metacritic. No obstante, tuvo mejor recepción de parte del público, con la aprobación del 62% y una puntuación de 63 en los mencionados sitios. Asimismo, generó altos niveles de audiencia para una serie dramática de Freeform, siendo en su primera temporada la segunda más vista del canal tras Pretty Little Liars. El 18 de diciembre de 2015, Netflix adquirió los derechos de autor y tras su estreno comenzó a publicar la serie semanalmente para todo el mundo.
El 4 de junio de 2018, Freeform canceló la serie después de tres temporadas, pero ordenó dos episodios adicionales para concluir adecuadamente la historia de la serie; la segunda mitad de la tercera temporada estrenó el 25 de febrero de 2019 y dio cierre a la serie oficialmente el 6 de mayo del mismo año, emitiendo un total de 55 episodios.

## Argumento
El día de su cumpleaños, Clary Fray (Katherine McNamara) decide visitar un club nocturno junto a su mejor amigo, Simon Lewis (Alberto Rosende); en este, es testigo de cómo un grupo de jóvenes asesinan a alguien. Ella descubre que ellos son cazadores de sombras, seres mitad ángeles y mitad humanos que protegen al mundo cazando demonios, y que ella y su madre también lo son. Al volver a casa, su madre es secuestrada y Clary acude a Jace Wayland (Dominic Sherwood), otro cazador de sombras, para encontrarla. Con el paso del tiempo, Clary comienza a conocer el mundo de los cazadores de sombras, entrena para desarrollar sus habilidades y al mismo tiempo descubre los secretos que su madre le ha estado guardando en un mundo lleno de licántropos, vampiros, hadas, demonios, brujos y otras criaturas. Simultáneamente, ella y sus amigos deberán intentar detener a Valentine Morgenstern (Alan Van Sprang), un cazador de sombras corrompido que busca conquistar el mundo apoderándose de los instrumentos mortales, con los que planea crear una elite de seres mitad cazadores de sombras y mitad demonios.

## Elenco
| Actor              | Personaje          | Temporada | Temporada  | Temporada |
| Actor              | Personaje          | 1         | 2          | 3         |
| ------------------ | ------------------ | --------- | ---------- | --------- |
| Katherine McNamara | Clary Fray         | Principal | Principal  | Principal |
| Dominic Sherwood   | Jace Wayland       | Principal | Principal  | Principal |
| Alberto Rosende    | Simon Lewis        | Principal | Principal  | Principal |
| Matthew Daddario   | Alec Lightwood     | Principal | Principal  | Principal |
| Emeraude Toubia    | Isabelle Lightwood | Principal | Principal  | Principal |
| Harry Shum, Jr.    | Magnus Bane        | Principal | Principal  | Principal |
| Isaiah Mustafa     | Luke Garroway      | Principal | Principal  | Principal |
| Alisha Wainwright  | Maia Roberts       |           | Recurrente | Principal |

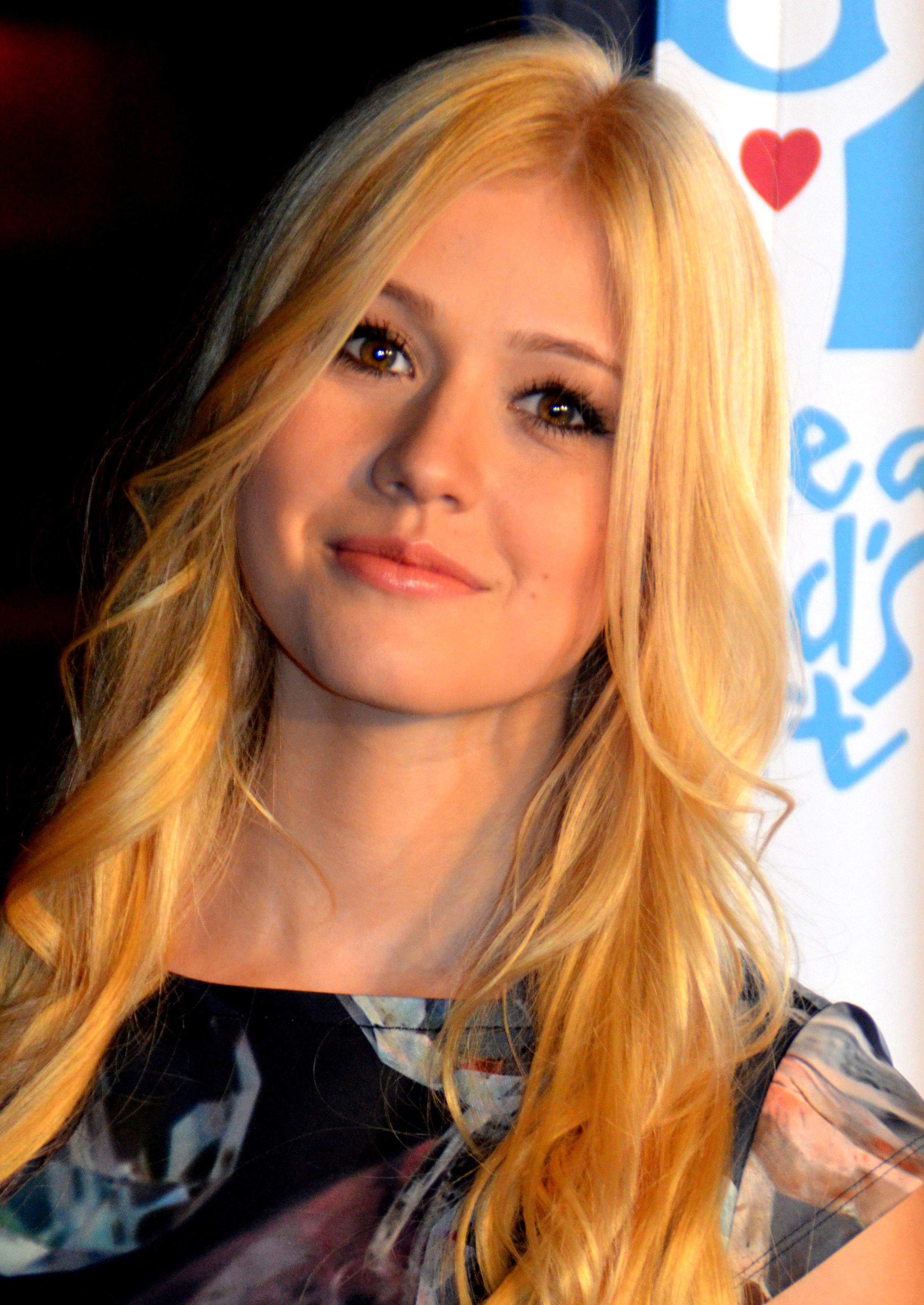
Katherine McNamara
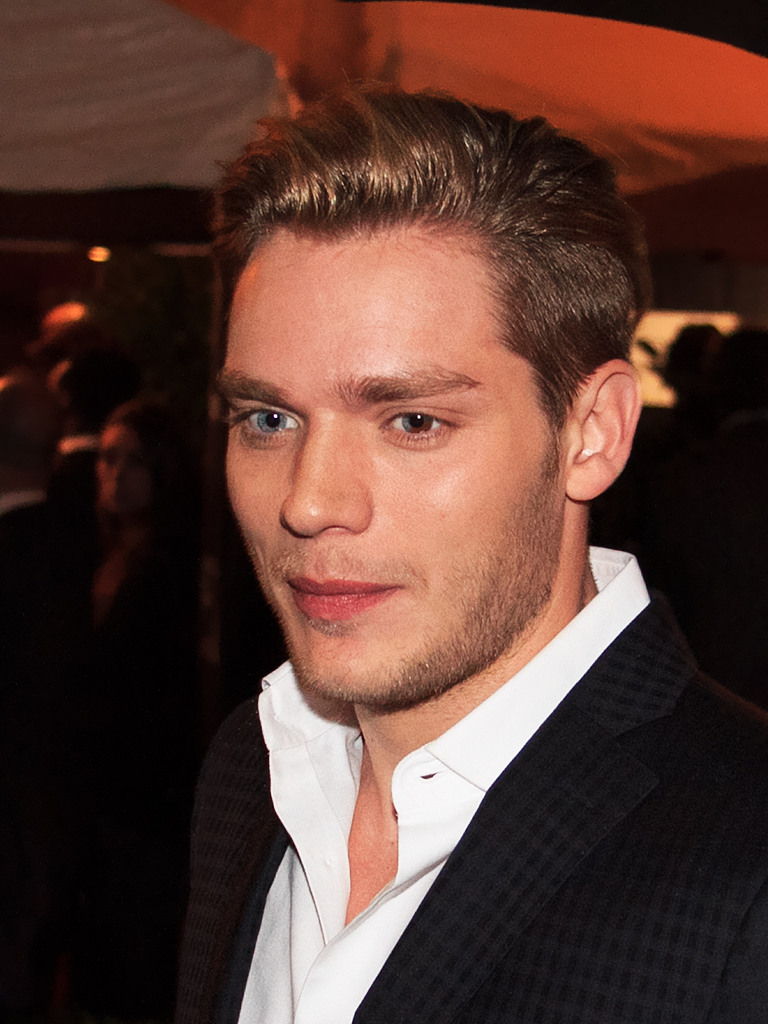
Dominic Sherwood
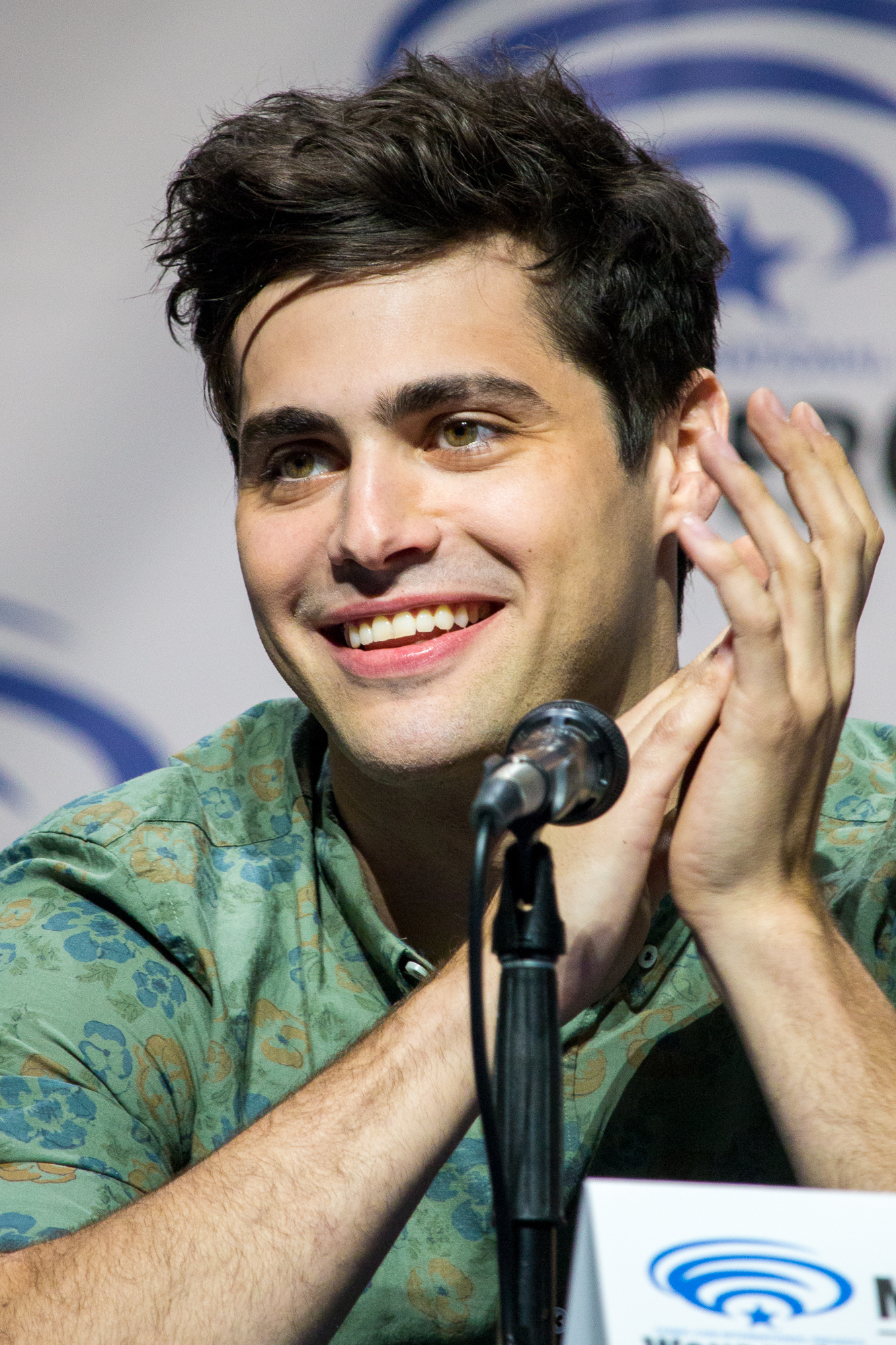
Matthew Daddario
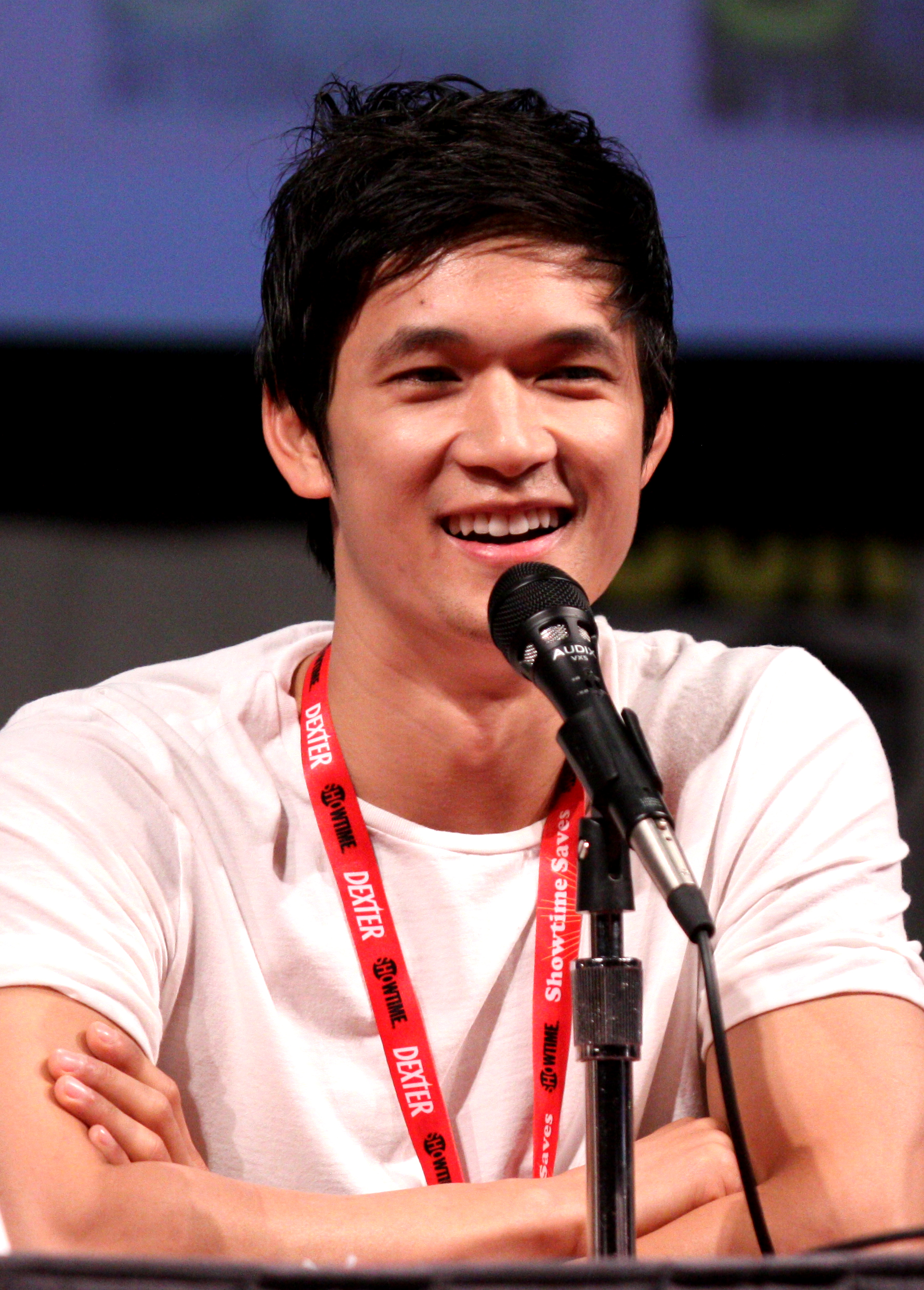
Harry Shum, Jr.
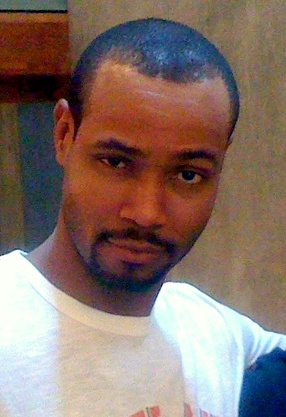
Isaiah Mustafa

## Episodios
| Temporada | Temporada | Episodios | Episodios             | Emisión original     | Emisión original   |
| Temporada | Temporada | Episodios | Episodios             | Primera emisión      | Última emisión     |
| --------- | --------- | --------- | --------------------- | -------------------- | ------------------ |
|           | 1         | 13        | 13                    | 12 de enero de 2016  | 5 de abril de 2016 |
|           | 2         | 20        | 10                    | 2 de enero de 2017   | 6 de marzo de 2017 |
| 10        | 2         | 20        | 5 de junio de 2017    | 14 de agosto de 2017 |                    |
|           | 3         | 22        | 10                    | 20 de marzo de 2018  | 15 de mayo de 2018 |
| 12        | 3         | 22        | 25 de febrero de 2019 | 6 de mayo de 2019    |                    |

### Especiales
Además de los capítulos principales de cada temporada, hasta la fecha se han realizado dos especiales televisivos de Shadowhunters. El 6 de diciembre de 2015, antes del estreno de la serie, se emitió el primer especial, llamado Beyond the Shadows: The Making of Shadowhunters, que mostró un vistazo exclusivo del detrás de escena de la primera temporada. Este contó con entrevistas a Katherine McNamara, Dominic Sherwood, Alberto Rosende, Matthew Daddario, Emeraude Toubia, Harry Shum, Jr., Isaiah Mustafa, McG, Ed Decter y Cassandra Clare comentando detalles de la realización de la serie, como la forma de adaptarla desde los libros, el desarrollo de los personajes, la selección del elenco, la ambientación, entre otras cosas. Durante su estreno en los Estados Unidos, tuvo una audiencia de 1.26 millones y una cuota de pantalla de 0.6 puntos. El 26 de diciembre, durante su segunda y última emisión, atrajo 0.82 millones en audiencia, representando 0.4 puntos de cuota de pantalla. Posteriormente, Freeform anunció que tras culminar la primera temporada el 5 de abril de 2016, emitirían un segundo especial llamado Superfan Suite: Shadowhunters, con entrevistas a los miembros principales del elenco, así como McG y Ed Decter, donde hablarían de sus momentos favoritos de la primera temporada y revelarían más detalles sobre la segunda. Inicialmente, estaba programado para transmitirse el 12 de abril, pero fue adelantado al 8 del mismo mes.

## Desarrollo y producción

### Antecedentes y anuncio
En 2010, la productora Screen Gems anunció que había adquirido los derechos de autor de Ciudad de hueso y que próximamente se haría una adaptación cinematográfica del mismo. El noruego Harald Zwart fue elegido como director del filme y más tarde anunció que la actriz Lily Collins haría el papel de Clary mientras que Jamie Campbell Bower el de Jace. El 21 de agosto de 2013, estrenó oficialmente Cazadores de sombras: Ciudad de hueso; la adaptación tuvo una recepción crítica desfavorable, con puntuaciones mínimas en sitios como Rotten Tomatoes (3.9 sobre 10) y Metacritic (33 sobre 100). Además de las críticas, la película tuvo una recaudación mínima, consiguiendo un ingreso de $90 565 421, apenas 30 millones más que su presupuesto de 60. El fracaso del filme recibió comparaciones con otras adaptaciones como Hermosas criaturas y The Host. Pese a la baja recepción de la adaptación, Screen Gems accedió a la petición de los seguidores de hacer una secuela basada en Ciudad de ceniza; sin embargo, el proyecto nunca se concretó.
El 12 de octubre de 2014, Constantin Film anunció que habría una serie de televisión basada en los libros, completamente independiente a la película. Martin Moszkowicz explicó a The Hollywood Reporter que: «Tiene más sentido adaptar los libros a una serie de televisión. Hubo mucho del libro que tuvimos que omitir en la película. En la serie seremos capaces de explorar más a fondo este increíble mundo». Los productores aseguraron que adaptarían todos los libros con una temporada para cada uno si la serie llegaba a ser un éxito. El costo aproximado por episodio fue de entre 2.5 y 5 millones de dólares estadounidenses. En febrero de 2015, la autora anunció que la serie llevaría por nombre Shadowhunters y no The Mortal Instruments, ya que este último podría ser confuso para cierto tipo de audiencia. El 30 de marzo, confirmó que la primera temporada constaría de un total de trece episodios con una duración de una hora cada uno y sería transmitida por Freeform. Igualmente, se anunció que McG dirigiría el primer episodio, llamado The Mortal Cup, el cual fue escrito por Ed Decter.

### Casting y rodaje
Tras la idea de renovar completamente la serie, los productores decidieron que habría que elegir un nuevo elenco. Alyson Silverberg y Jonathan Clay Harris fueron elegidos como directores del casting, mientras que Susan Esrock y Justin Kiang como asociados. Revelaron que absolutamente todos los roles tendrían nuevos actores. El 20 de abril de 2015, Dominic Sherwood fue seleccionado para interpretar el papel protagónico de Jace Wayland. A su vez, fue confirmado que el rodaje daría inicio a mediados de mayo en la ciudad de Toronto, Canadá, y que el primer capítulo saldría a inicios del 2016. El 1 de mayo, Alberto Rosende y Emeraude Toubia fueron seleccionados para interpretar los roles de Simon Lewis e Isabelle Lightwood, respectivamente. Cinco días más tarde, se anunció que Katherine McNamara daría vida al personaje principal de Clary Fray. El 8 de mayo, McG informó a través de su cuenta de Twitter que el rodaje de la serie daría inicio el 25 del mismo mes; ese día además, Matthew Daddario e Isaiah Mustafa fueron seleccionados para interpretar los papeles de Alec Lightwood y Luke Garroway, respectivamente. Semanas previas a las grabaciones, Dominic Sherwood, Alberto Rosende, Emeraude Toubia y Matthew Daddario comenzaron a tomar clases de defensa personal en Toronto para mejorar su condición física y aprender movimientos que serían necesarios en las escenas de lucha. Por su parte, Katherine McNamara, quien había teñido su cabello de color rubio para su rol como Sonya en Maze Runner: The Scorch Trials (2015), debió retomar su tono natural pelirrojo para la interpretación de Clary. El 15 de mayo, Freeform anunció que Alan Van Sprang interpretaría a Valentine Morgenstern, principal antagonista de la historia. El mismo día, Harry Shum, Jr. fue elegido para el rol de Magnus Bane.
El 25 de mayo, dio inicio oficialmente el rodaje de la serie en Toronto, Canadá. La actriz Sofia Wells fue confirmada para interpretar a Clary de niña para dramatizar sus recuerdos, mientras que Mouna Traoré fue elegida para dar vida a Midori, un personaje exclusivo de la serie creado por McG como una cazadora de sombras sirviente de Valentine. Tres días más tarde, Jon Cor fue seleccionado como Hodge Starkweather. La diferencia de edad entre el actor y Jared Harris (quien interpreta al personaje en Cazadores de sombras: Ciudad de hueso) generó disgusto y confusión entre los seguidores de la serie ya que las edades del actor y el personaje no concordaban. Sin embargo, Cassandra Clare expresó: «El productor ejecutivo de la serie quería colocar un actor más joven que el de la película, pero esto es porque el Hodge del filme tiene cerca de veinte años más que la edad actual del personaje. La edad de Luke se puede ver en Ciudad de ceniza, tiene 38, es solo dos años mayor que Ian Somerhalder, quien interpreta a Damon en The Vampire Diaries, no es tan mayor... En Ciudad de hueso, Hodge le muestra a Clary una foto suya junto a Luke y Jocelyn en la escuela. No tiene veinte años más en verdad». Para el personaje de Raphael Santiago, el cual había sido excluido del filme pese a su importancia dentro de la sinopsis, fueron considerados varios actores de origen latino como Tyler Posey, Ian Nelson y Marco James; finalmente el 4 de junio se anunció que David Castro daría vida al personaje. Ocho días después, Kaitlyn Leeb fue anunciada como la actriz que interpretaría a Camille Belcourt, una vampiresa. Hubo ciertas quejas con respecto al anuncio debido a que el personaje no debuta sino hasta el cuarto libro de la saga; al respecto, los productores explicaron que desarrollarían más al personaje en la serie debido a su importancia en la historia.
A mediados de julio de 2016, los integrantes del elenco comenzaron su entrenamiento para la segunda temporada, cuyo rodaje comenzó oficialmente el 6 de agosto. El mismo mes, Ed Decter anunció que abandonaba la serie por desacuerdos creativos, y su lugar como show runner lo ocuparon Todd Slavkin y Darren Swimmer, quienes ya habían trabajado juntos en Smallville. El 17 de agosto, el actor Nick Sagar fue seleccionado para interpretar a Victor Aldertree, un cazador de sombras que persigue a Jace y a Valentine, y algunas semanas más tarde, se anunció que Alisha Wainwright daría vida a Maia, una licántropo perteneciente a la manada de Luke. El 26 de enero de 2017, fue revelado que el actor Will Tudor interpretaría a Sebastian.

### Promoción y emisión
El 12 de mayo de 2015, para conmemorar el anuncio de la serie y su buena recepción, Cassandra Clare relanzó la saga entera de Cazadores de sombras y Los Orígenes con nuevas portadas a modo de promoción, con los personajes principales como imagen principal. Además del sello de best-seller, a las tapas se les añadió una nueva marca con el texto «Soon To Be An ABC Family Original Series» (traducible como «Pronto como una serie original de ABC Family»). Durante las últimas semanas del mes, McG publicó una serie de imágenes en su cuenta de Twitter del set de grabación y los actores ya vestidos como sus respectivos personajes. El 3 de junio, Freeform comenzó a transmitir los primeros teasers de la serie para aumentar la intriga y la popularidad. El 8 de octubre, la cadena publicó una serie de adelantos y dos días más tarde, durante el Comic-Con de Nueva York, se mostraron los siete primeros minutos del episodio piloto.
El 18 de diciembre, Deadline anunció que Netflix había adquirido los derechos de autor de la serie, la cual sería publicada en línea un día después de la emisión original en los Estados Unidos, con un nuevo episodio cada semana disponible en todo el mundo.

## Recepción

### Comentarios de la crítica
La primera temporada de Shadowhunters contó con una recepción crítica y pública dispareja, con reseñas tanto positivas como negativas de ambas partes. En IMDb, fue calificada con 6.3 puntos de 10 sobre la base de más de 17 mil puntuaciones de usuarios. En Rotten Tomatoes, tuvo una aprobación crítica del 46% basada en 13 reseñas, mientras que la aprobación pública fue del 62%, en opiniones de más de 350 usuarios. En su resumen general, el sitio escribió que «aunque la serie ofrece un paquete visualmente llamativo y una premisa prometedora, la trama aún tiene aspectos por mejorar para dar seriedad a una posible adaptación cliché». En Metacritic, acumuló 45 puntos de 100 con base a 9 reseñas profesionales, mientras que de parte de los usuarios obtuvo 6.3 puntos de 10. El escritor Verne Gay de Newsday la llamó «una de las series más ambiciosas de Freeform» y aseguró que tuvo un buen comienzo. Rob Owen de Pittsburgh Post-Gazette afirmó que cuenta con una trama llena de acción que mantiene al espectador pendiente de lo que sucede. James Poniewozik de The New York Times detalló varios problemas en el guion, la actuación y los efectos, pero recalcó que «con todo el material que tiene la serie, una ligera mejoría en la producción podrían convertirla en una aventura de fantasía llena de diversión, acción y romance».
Otros críticos fueron menos moderados en sus reseñas. Mary McNamara de Los Angeles Times escribió que pese a tener buenos actores, armas y demonios, el programa falla estrepitosamente en entretener a la audiencia, con personajes deplorables y escenarios predecibles. Tim Grierson de The Wrap señaló que la serie pretende engañar a la audiencia con un «elenco decente», pero «el argumento es demasiado absurdo» y da como resultado «una patética adaptación con elementos melodramáticos y exagerados». Terri Schwartz de IGN afirmó que aunque Shadowhunters resulta ser una mejor adaptación que Cazadores de sombras: Ciudad de hueso (2013), continúa siendo «mediocre», con una «guion débil», «falta de química» y «efectos baratos».

### Audiencia
Durante su estreno el 12 de enero de 2016, The Mortal Cup, el episodio piloto, atrajo 1,82 millones de espectadores en los Estados Unidos y tuvo 0,8 puntos de cuota de pantalla, siendo el mayor rango de audiencia por una serie nueva de Freeform en dos años, y el cuarto de cualquier serie de drama transmitida por cable entre enero de 2015 y enero de 2016, detrás de Fear the Walking Dead, Better Call Saul e Into the Badlands, siendo entonces la primera de una cadena ajena a AMC. Durante su emisión, generó 1,1 millones de interacciones en Facebook, Twitter, Instagram y Tumblr, siendo la segunda serie más comentada de ese día, únicamente detrás de Pretty Little Liars y superando a Teen Wolf y The Shannara Chronicles. Expertos aseguraron que fue un debut considerablemente bueno tomando en cuenta que gran parte de la audiencia del país centró su atención en temas políticos de mayor relevancia como el Discurso del Estado de la Unión, que estaba siendo emitido al mismo tiempo del estreno de la serie. Asimismo, Shadowhunters marcó un considerable aumento en el público masculino y adulto jamás visto en Freeform, donde superó a la serie principal del canal, Pretty Little Liars. Con el ajuste de DVR, The Mortal Cup tuvo un aumento de 0,88 millones en audiencia y 0,4 puntos en cuota de pantalla.
El segundo capítulo, The Descent Into Hell Is Easy, fue visto por 1,01 millones de espectadores y tuvo 0,4 puntos de cuota de pantalla durante su estreno, representando un descenso del 42% con respecto a The Mortal Cup. Algunos medios señalaron que la caída se debió a que el episodio fue publicado de manera gratuita en la web una semana antes de su emisión prevista. Dead Man's Party fue visto por 0,98 millones de personas durante su estreno, y tuvo 0,5 de cuota de pantalla, suponiendo un ascenso con respecto al episodio anterior. No obstante con el ajuste de DVR, vio un aumento de 1,02 millones en audiencia y 0,6 de cuota, para un total de 2,0 y 1,1, respectivamente. Con esto, fue el programa por cable más visto al momento de su emisión. Los siguientes episodios, mantuvieron su audiencia entre 1 y 0,75 millones, además de una cuota de pantalla de entre 0,4 y 0,5 puntos. A lo largo de la primera temporada, generó más de 17,7 millones de interacciones en las redes sociales, siendo entonces la cuarta serie más comentada del período 2015-16, donde superó varios programas con mayor tiempo de emisión como Arrow y The Flash, así como series también nuevas como Supergirl y Legends of Tomorrow. En todo el 2016, produjo más de 60,78 millones de interacciones, con lo que fue la serie nueva más comentada del año, cuadruplicando la cifra de Stranger Things, que ocupó el segundo lugar. Individualmente, fue la más popular en Tumblr, la cuarta en Instagram y quinta en Twitter.
En 2017, la segunda temporada de la serie también generó buenos índices de audiencia e interacciones en redes sociales. This Guilty Blood, primer episodio de la temporada, tuvo 1,19 millones en audiencia durante su estreno, siendo el más visto de la noche para una serie con guion. Además de ello, lideró las interacciones en redes sociales con un total de 1,4 millones de impresiones. Durante la primera mitad del año, Shadowhunters fue la serie/película de fantasía/ciencia ficción más popular, superando a Star Wars y Game of Thrones, a pesar de tener la menor audiencia con diferencia (3,2 millones contra los más de 30 millones de las dos franquicias mencionadas). En total, produjo 53,2 millones de interacciones y 5000 contenidos diferentes, siendo la única serie del año junto a The Walking Dead en producir más de 50 millones. Cerca de 1000 vídeos relacionados con la serie fueron subidos en las diferentes plataformas, y estos generaron 25,5 millones de visitas y 22,6 millones de interacciones (comentarios, me gusta, compartidos).

### Impacto
Al haber sido la primera serie original lanzada en Freeform tras el cambio de nombre del canal, Shadowhunters supuso una apuesta importante. La articulista Brittany Lovely de Hypable afirmó que la serie fue esencial para el nuevo enfoque que estaba tomando el canal, que ahora iba dirigido a un público más maduro y no únicamente a la programación familiar. La escritora enfatizó en que trataba temas más importantes y actuales que el resto de las series de drama del canal. Con tópicos como el matrimonio entre personas del mismo sexo, la drogodependencia, el incesto o la marginación, Lovely aseguró que Shadowhunters definió lo que sería Freeform tras su renombre y revolucionaría las series que producirían más adelante.

## Premios y nominaciones
| Año  | Premiación             | Nominado(s)                        | Categoría                                              | Resultado | Ref.                 |
| ---- | ---------------------- | ---------------------------------- | ------------------------------------------------------ | --------- | -------------------- |
| 2016 | BMI Film & TV Awards   | Ben Decter                         | Reconocimiento especial                                | Ganador   | [ 84 ]               |
| 2016 | MTV Fandom Awards      | Matthew Daddario y Harry Shum, Jr. | Relación del año                                       | Nominado  | [ 85 ] [ 86 ]        |
| 2016 | MTV Fandom Awards      | Shadowhunters                      | Mejor nuevo fandom del año                             | Ganador   | [ 85 ] [ 86 ]        |
| 2016 | Teen Choice Awards     | Shadowhunters                      | Programa revelación                                    | Ganador   | [ 87 ] [ 88 ]        |
| 2016 | Teen Choice Awards     | Katherine McNamara                 | Estrella de televisión revelación                      | Nominado  | [ 87 ] [ 88 ]        |
| 2016 | Teen Choice Awards     | Matthew Daddario                   | Estrella de televisión revelación                      | Ganador   | [ 87 ] [ 88 ]        |
| 2017 | GLAAD Media Awards     | Shadowhunters                      | Serie de drama destacada                               | Ganador   | [ 89 ]               |
| 2017 | People's Choice Awards | Shadowhunters                      | Serie de ciencia ficción/fantasía por cable favorita   | Nominado  | [ 90 ]               |
| 2017 | Teen Choice Awards     | Shadowhunters                      | Mejor serie de ciencia ficción/fantasía                | Nominado  | [ 91 ] [ 92 ] [ 93 ] |
| 2017 | Teen Choice Awards     | Matthew Daddario                   | Mejor actor de televisión de ciencia ficción/fantasía  | Nominado  | [ 91 ] [ 92 ] [ 93 ] |
| 2017 | Teen Choice Awards     | Emeraude Toubia                    | Mejor actriz de televisión de ciencia ficción/fantasía | Nominado  | [ 91 ] [ 92 ] [ 93 ] |
| 2017 | Teen Choice Awards     | Matthew Daddario y Harry Shum, Jr. | Mejor beso                                             | Nominado  | [ 91 ] [ 92 ] [ 93 ] |
| 2017 | Teen Choice Awards     | Matthew Daddario y Harry Shum, Jr. | Mejor relación de televisión                           | Nominado  | [ 91 ] [ 92 ] [ 93 ] |
| 2017 | Teen Choice Awards     | Harry Shum, Jr.                    | Mejor actor de televisión del verano                   | Nominado  | [ 91 ] [ 92 ] [ 93 ] |
| 2018 | Teen Choice Awards     | Shadowhunters                      | Mejor serie de ciencia ficción/fantasía                | Ganador   | [ 94 ] [ 95 ]        |
| 2018 | Teen Choice Awards     | Matthew Daddario                   | Mejor actor de televisión de ciencia ficción/fantasía  | Ganador   | [ 94 ] [ 95 ]        |
| 2018 | Teen Choice Awards     | Dominic Sherwood                   | Mejor actor de televisión de ciencia ficción/fantasía  | Nominado  | [ 94 ] [ 95 ]        |
| 2018 | Teen Choice Awards     | Emeraude Toubia                    | Mejor actriz de televisión de ciencia ficción/fantasía | Nominado  | [ 94 ] [ 95 ]        |
| 2018 | Teen Choice Awards     | Katherine McNamara                 | Mejor actriz de televisión de ciencia ficción/fantasía | Nominado  | [ 94 ] [ 95 ]        |
| 2018 | Teen Choice Awards     | Matthew Daddario y Harry Shum, Jr. | Mejor relación de televisión                           | Nominado  | [ 94 ] [ 95 ]        |
| 2018 | Teen Choice Awards     | Anna Hopkins                       | Mejor villano de televisión                            | Nominado  | [ 94 ] [ 95 ]        |
| 2019 | Teen Choice Awards     | Shadowhunters                      | Mejor serie de ciencia ficción/fantasía                | Ganador   | [ 96 ]               |
| 2019 | Teen Choice Awards     | Harry Shum, Jr.                    | Mejor actor de televisión de ciencia ficción/fantasía  | Nominado  | [ 96 ]               |
| 2019 | Teen Choice Awards     | Dominic Sherwood                   | Mejor actor de televisión de ciencia ficción/fantasía  | Nominado  | [ 96 ]               |
| 2019 | Teen Choice Awards     | Katherine McNamara                 | Mejor actriz de televisión de ciencia ficción/fantasía | Ganador   | [ 96 ]               |
| 2019 | Teen Choice Awards     | Luke Baines                        | Mejor villano de televisión                            | Nominado  | [ 96 ]               |